# 寺嶋拓夫
寺嶋 拓夫（てらしま たくお、1941年3月1日 - ）は、三重県出身のプロゴルファー。
弟の誠志もプロゴルファー。

## 来歴
1962年にプロ入り。
1966年には同年から現名称になり、和合開催が定着した中日クラウンズに出場し、初日第1ラウンドで69、第2ラウンドで68をマークして、松田司郎・杉原輝雄・林由郎・佐藤精一と並んでの9位タイに入った。
1968年の西日本サーキットBSシリーズでは村上隆と並んでの9位タイ、1971年の第1回中部オープンでは内田繁の2位に入った。
1975年の中部オープンでは初日を加藤辰芳・野口英雄と共に鈴村照男から2打差2位タイでスタートした。
1978年の三菱ギャランでは2日目に68をマークし、謝永郁（中華民国）、ピーター・トムソン（オーストラリア）、宮本康弘と並んでの8位タイに着けた。
1983年の中部オープンでは初日を中村忠夫・豊田明夫と並んでの3位タイでスタートした。
1985年には関西プロでは初日に前田新作・松井一・石井裕士・鈴木規夫・陳健振（中華民国）と共に3アンダー69をマークして8位タイでスタートし、最終日には山本善隆と並んでの9位タイ に入った。
1987年の中部オープンでは初日に高阪喜久と共に5アンダー67をマークして首位タイでスタートし、2日目には鈴村照男・伊藤正己・時田陽充・中村彰男・中村忠と並んでの7位タイに着けた。
1988年の中部オープンでは上西博昭と並んでの10位タイ、1989年の同大会では9位に入り、1990年の東海クラシックを最後にレギュラーツアーから引退。
1992年は関西プロシニアで上田鉄弘と並んでの10位タイ、TPCスターツシニアで内田・鈴村照、ビル・ダンク（オーストラリア）と並んでの7位タイ、アイスターカップ'92で戸川一郎と並んでの10位タイ、'92スポーツ振興カップで榎本七郎・野辺地純・ダンクと並んでの10位タイに入った。
1995年の旭国際ヴィンテージでは内田・河野光隆と並んでの10位タイ、1996年のコマツ名古屋テレビオープンでは菊地勝司・松本紀彦と並んでの8位タイに入り、2003年の関西プログランドシニアでは寺本一郎・鈴村照・古市忠夫・鈴村久・石井裕・橘田光弘・上田・陳健を抑えて優勝。
地元の三重県オープンでは出口栄太郎と共に兄弟で第1回からの連続出場を果たす。

## 主な優勝
- 2003年 - 関西プログランドシニア